# 바이칼 국제공항
바이칼 국제공항, 구 명칭 울란우데 공항 IATA: UUD, ICAO: UIUU은 러시아 울란우데 서쪽 12 킬로미터 (7.5 mi)에 위치한 국제공항이다. 이 공항은 시간당 400명의 승객을 수용할 수 있는 세관 및 국경 통제 시설을 갖춘 두 개의 터미널을 보유하고 있다. 2021년에는 20개 이상의 정기 국제 및 국내 노선에서 540,094명의 승객을 처리했다. 이 공항은 인근의 바이칼호의 이름을 따서 명명되었다.

## 역사

### 1925년~1971년
1925년, 공항은 모스크바에서 베이징으로 향하는 첫 항공편으로 첫 여객 서비스를 시작했으며, 조종사 볼코보이노프와 폴랴코프가 참여했다. 1926년 8월 1일, 울란우데 – 울란바토르 간 첫 항공편이 시작되었으며, 또한 이 공항은 이르쿠츠크, 치타, 모스크바, 블라디보스토크발 항공편의 기술 착륙 지점이기도 했다. 1931년에는 첫 공항 터미널 건설이 시작되어 1935년에 완공되었다. 1966년부터 이 공항은 안토노프 An-24 및 투폴레프 Tu-104 항공기를 수용하기 시작했다.

### 1971년~1991년
1971년, 새로운 활주로가 건설되어 공항은 모스크바에서 오는 일류신 Il-18과 같은 대형 항공기를 수용할 수 있도록 최적화되었으며, 1980년부터 1981년까지 활주로가 800m 확장되어 첫 투폴레프 Tu-154를 수용하기 시작했다. 1983년에는 새로운 터미널이 개장하면서 첫 번째 터미널은 운영을 중단했다. 1983년 9월부터 10월까지 이 공항은 활주로 재건축으로 인해 치타 공항이 폐쇄되면서 치타를 오가는 환승 항공편을 수용했다. 1988년과 1989년에는 활주로 재건축으로 인해 이르쿠츠크에서 전환된 고려항공을 포함한 국제선(모스크바 – 평양; 모스크바 – 울란바토르)을 비롯한 여러 환승 항공편을 운항하기 시작했다. 이러한 상황은 공항의 대대적인 최적화로 이어졌으며, 매일 70편의 항공편을 수용했는데 그 중 30편은 투폴레프 Tu-154가 운항했다. 1990년에는 연간 80만 명의 승객을 수송했다.

### 1991년~2006년
2011년까지 이 공항은 이르쿠츠크와 치타 공항이 건설 또는 날씨 문제로 어려움을 겪을 때 해당 공항발 항공편을 운항했다. 2011년까지는 국제선이 없었다.

### 2006년~2011년

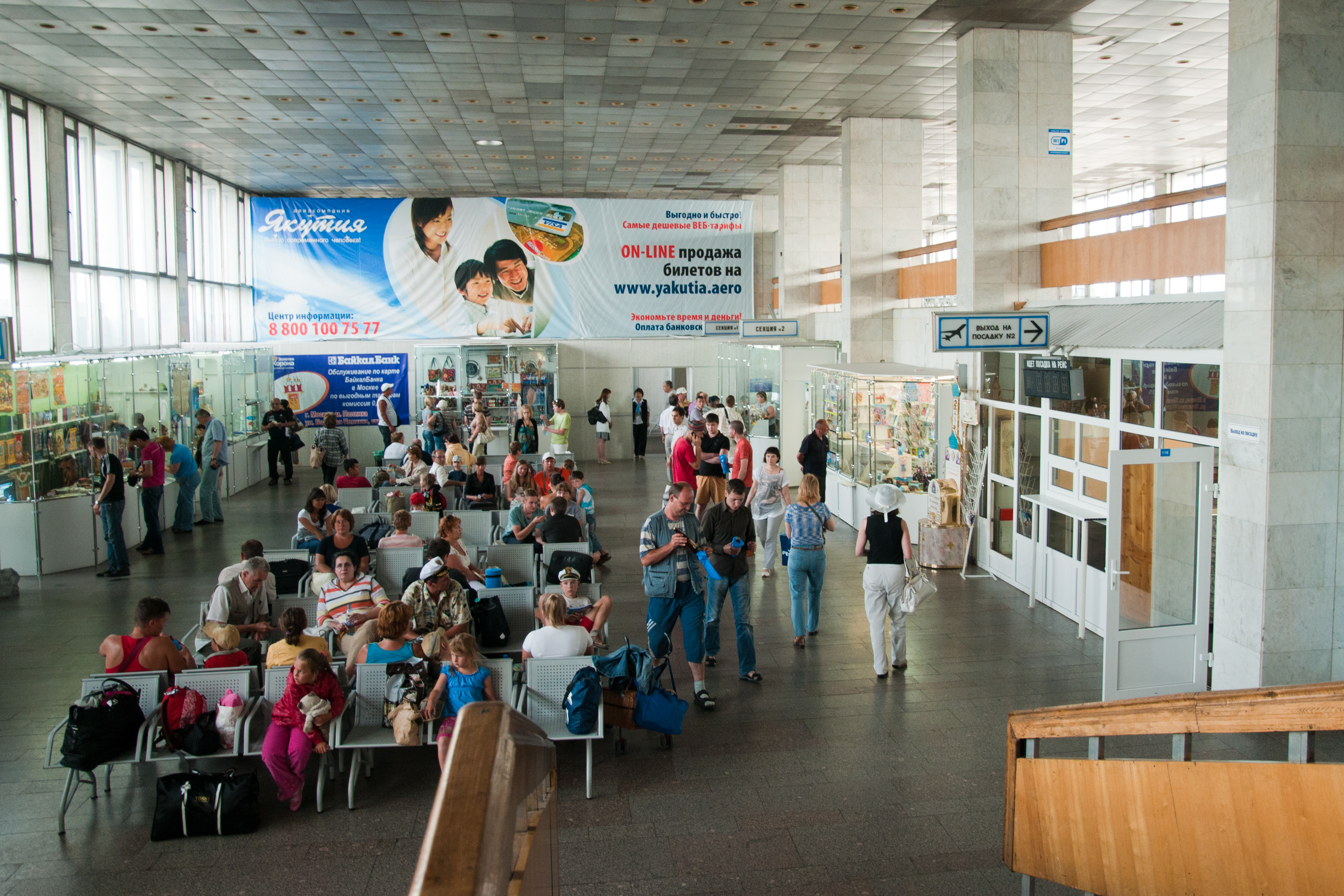
2011년에 시작된 재건축 이전의 공항 홀.

2006년, 공항은 활주로를 전면 보수했으며, 비용은 3억 3천만 루블(미화 1천만 달러)이 들었다. 2007년에는 유도로와 주차장 개조를 거쳤으며, 비용은 2억 3천만 루블이 들었다.

### 2011년~2017년

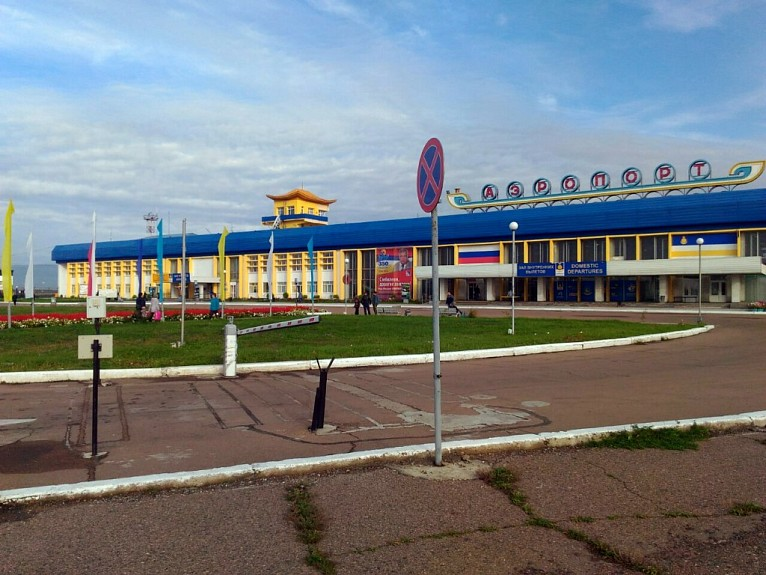
울란우데 공항 건물의 전경

2011년 3월, 메트로폴이 공항을 인수한 후 외부 터미널 단지 개보수가 시작되었다. 재건축은 2011년 8월에 완료되었다. 현재까지 터미널 단지 내부에서 소규모 재건축이 진행 중이다. 마지막 개보수는 2층을 확장하여 탑승 구역으로 만들고, 수속 및 여권 심사 구역을 2층으로 옮겼다. 또한, 도착 및 출발 출입구는 이제 다른 위치에 있다.

### 2017년~현재
2014년 9월, 공항 인프라를 소유한 러시아 정부는 현재 활주로와 평행하게 새로운 활주로를 건설할 계획을 발표했으며, 비용은 1억 5천 7백만 달러로 예상되었다. 이 활주로는 유도로가 될 것이다.
활주로는 2018년 12월 12일 밤, S7 항공의 베이징행 항공편과 함께 운항을 시작했다.
2017년 9월, 공항은 메트로폴에서 노바포트로 매각되었다. 노바포트는 공항이 러시아에서 외국 항공사에 제5항 공수 자유를 부여하는 "개방형 하늘" 지위를 획득하도록 허용했다. 이는 새로운 여객 터미널 건설과 같은 더욱 야심 찬 계획을 가능하게 한다. 또한, 이 지위 덕분에 중국국제항공, 중국동방항공, 럭키 에어, MIAT 몽골 항공, 춘추항공과 같은 국제 항공사들이 울란우데로 항공편을 시작하는 데 관심을 보이고 있다. 러시아의 국영 항공사인 아에로플로트는 이전에 활주로 품질 문제로 울란우데 서비스를 일시 중단했었지만, 2018년 또는 2019년에 서비스를 재개할 것이라고 발표했다. 그러나 이 계획은 2018년 FIFA 월드컵으로 인해 처음에는 지연되었다.
2017년 12월 7일, 부랴티야 주지사 알렉세이 치데노프는 2018년 말까지 새로운 터미널 건설을 시작할 것이라고 발표했다. 첫 번째 단계는 현재 터미널의 전면 재건축으로 계획되었고, 그 후 2022년까지 새로운 터미널이 건설될 예정이었다. 새로운 터미널 건설은 2018년 4월 28일에 시작되었으며, 2024년까지 완공되었다.
2024년 11월 21일, 공항은 새로운 터미널에서 운영을 시작했다. 국내선 처리를 위해 설계된 이 터미널은 6,500제곱미터가 넘는 면적을 자랑하며, 공항의 수용력과 효율성을 크게 향상시켰다. 이 터미널에는 승객 편의를 위한 2개의 제트 브릿지도 포함되어 있다. 3,700만 달러가 넘는 건설 비용은 인프라를 현대화하고 이 지역의 성장하는 관광을 지원하는 것을 목표로 했다.

## 항공사 및 목적지
| 항공사            | 목적지                                                                            |
| ----------------- | --------------------------------------------------------------------------------- |
| 아에로플로트      | 모스크바–셰레메티예보                                                             |
| 안가라 항공       | 이르쿠츠크, 니즈네앙가르스크, 탁시모                                              |
| 오로라            | 하바롭스크, 블라디보스토크                                                        |
| 이르아에로        | 블라고베셴스크, 이르쿠츠크, 마가단, 유즈노사할린스크                              |
| 크라스아비아      | 키질 계절편: 고르노알타이스크                                                     |
| 노드윈드 항공     | 카잔                                                                              |
| 레드 윙스 항공    | 바르나울, 케메로보, 노보쿠즈네츠크, 예카테린부르크 계절편: 미네랄니예보디, 옴스크 |
| 로시야 항공       | 크라스노야르스크-국제, 블라디보스토크                                             |
| S7 항공           | 이르쿠츠크, 모스크바–도모데도보, 노보시비르스크                                   |
| 스마트아비아 항공 | 모스크바–셰레메티예보                                                             |
| 야쿠티아 항공     | 하바롭스크                                                                        |

## 연간 승객 수
| 연도 | 승객 수 | 변동률 |  |
| ---- | ------- | ------ |  |
| 2010 | 167,126 |        |  |
| 2011 | 187,770 | +12.4  |  |
| 2012 | 267,502 | +42.5  |  |
| 2013 | 300,654 | +12.4  |  |
| 2014 | 312,794 | +4.04  |  |
| 2016 | 242,955 | −22.3  |  |
| 2017 | 269,700 | +11.0  |  |
| 2018 | 376,774 | +39.7  |  |
| 2019 | 478,448 | +27    |  |
| 2020 | 340,997 | −28.7  |  |

### 가장 번잡한 노선
| 순위 | 도시           | 지역                  | 국가           | 공항                            | 항공사                                         | 승객 수 |
| ---- | -------------- | --------------------- | -------------- | ------------------------------- | ---------------------------------------------- | ------- |
| 1    | 모스크바       | 모스크바 / 모스크바주 | 러시아         | 도모데도보 공항 & 브누코보 공항 | 글로부스 항공, 포베다 항공, S7 항공, 우랄 항공 | 223,713 |
| 2    | 이르쿠츠크     | 이르쿠츠크주          | 러시아         | 이르쿠츠크 국제공항             | 안가라 항공, 이르아에로, 러스라인              | 32,765  |
| 3    | 노보시비르스크 | 노보시비르스크주      | 러시아         | 노보시비르스크 톨마초보 공항    | 이르아에로, S7 항공                            | 26,532  |
| 4    | 베이징         |                       | 중화인민공화국 | 베이징 수도 국제공항            | S7 항공                                        | 15,316  |
| 5    | 하바롭스크     | 하바롭스크 변경주     | 러시아         | 하바롭스크 공항                 | 이르아에로, 야쿠티아 항공                      | 12,797  |
| 6    | 야쿠츠크       | 사하 공화국           | 러시아         | 야쿠츠크 공항                   | 야쿠티아 항공                                  | 10,708  |

## 내용주
1. ↑  러시아어: Международный аэропорт «Байкал» 메주두나로드니 아에로포르트 «바이칼»[*]
2. ↑  러시아어: Аэропорт Улан-Удэ 아에로포르트 울란우데[*]; 부랴트어: Улаан-Үдын ниидэхэ онгосын буудал 울란-위딘 니이데케 온고시인 부달